# Speedrun
Un speedrun (acrónimo del inglés speed y run, «velocidad» y «correr», respectivamente) es una competencia entre jugadores cuyo objetivo principal es generalmente acabar un videojuego u otro objetivo secundario de este en el menor tiempo posible. En internet existen sitios web dedicados a estas competiciones, con registros de los mejores tiempos. Los speedrunners suelen utilizar trucos o errores del juego, también conocidos como glitches, para ahorrar tiempo.

## Categorías

### Según ejecución
Existen diversos tipos de speedrun. Según el flujo de la partida:
- Time Attack (TA): Se enfoca en completar el juego, ignorando los tiempos de pantallas de carga o reinicios de consola. Muchos juegos poseen contadores de tiempo de juego, lo cual permite hacer que el Time Attack sea equitativo para todos.
- Real Time Attack (RTA): A diferencia de Time Attack, Real Time Attack toma en cuenta pantallas de carga y reinicios de consola, requiriendo que el juego que esté siendo jugado se encuentre en óptimas condiciones para reducir esos tiempos.
- Segmentada (o spliced): Se juegan todos los niveles de manera independiente, a menudo más de una vez, se obtienen los menores tiempos en cada nivel y al final se calcula el tiempo total, teniendo en cuenta los mejores tiempos de cada nivel.
- Tool-assisted Speedrun/Superplay (TAS): Se utilizan emuladores o scripts. Estos son mecanismos automatizados que permiten ejecutar acciones en el juego sobre un determinado lapso de tiempo que difícilmente se podrían ejecutar manualmente, ya que pueden hacerse más rápido que el tiempo de reacción promedio del humano. Esto permite hacer speedruns "perfectos".

### Según finalización
Los speedruns se clasifican en varias categorías, o en qué medida se completa un juego, que son los siguientes:
- Any%: o finalización más rápida, se refiere a completar el juego lo más rápido posible y, a menudo, implica romper la secuencia del juego.
- 100%: o finalización completa, requiere que el jugador complete el juego al máximo. Esto a menudo incluye recopilar todos los objetos clave o mejoras, encontrar a todos los personajes secretos o cualquier otra cosa que pueda considerarse importante. Los requisitos específicos para un 100% son diferentes según el juego. Algunos juegos, como Super Metroid , tienen un contador de porcentajes y, por lo tanto, tienen una definición fácil para el 100%. Otros no, y en su lugar la comunidad del juego decide cuál debería ser la definición del 100%. Any% y 100% son las categorías más comunes para speedrunning.
- Low%: o una finalización minimalista requiere que el jugador complete el juego obteniendo la menor cantidad de objetos clave o mejoras posibles. Si la forma más rápida de completar el juego ya implica que el jugador recoja la menor cantidad de objetos clave o mejoras, es posible que no exista una categoría de porcentaje bajo para los speedruns de ese juego. Al igual que con el 100%, los speedrun Low% tienen requisitos que varían entre juegos.

## Récords más conocidos
- Castlevania: Circle of the Moon en 16 minutos y 33 segundos.[2]
- Super Mario 64 en 6 minutos y 16 segundos por GreenSuigi.
- Super Mario Bros. en 4 minutos y 54,631 segundos por Niftski.[3]
- Grand Theft Auto: San Andreas en 13 minutos 56 segundos por Real KeV3n.
- Half-Life en 20 minutos 41 segundos.
- The Legend of Zelda: A Link to the Past en 1 hora, 16 minutos y 11.05 segundos (glitchless),[4] 3 minutos y 44.67 segundos con glitch.[5]
- The Legend of Zelda: Link's Awakening en 1 hora y 30 minutos.
- The Legend of Zelda: The Wind Waker en 6 horas y 42 minutos.
- The Legend of Zelda: Ocarina of Time en 17 minutos y 7 segundos por skater82297.[6]
- New Super Mario Bros. en 21 minutos y 8,08 segundos.[7]
- Goldeneye 007 en 28 minutos y 36 segundos.
- Halo: Combat Evolved en 1 hora, 15 minutos y 18 segundos.
- Grand Theft Auto: Vice City en 8 minutos y 38 segundos por RoK_24.[8]
- Mega Man X2 en 32 minutos y 26 segundos por Jyako.[9]